# Peruvian Corporation
Die Peruvian Corporation war ein Eisenbahnunternehmen, das entstand, als Peru nach einem faktischen Staatsbankrott 1890 den Gläubigern peruanischer Anleihen als Gegenzug die Rechte an der peruanischen Staatsbahn übertrug.

## Vorgeschichte
Der Bau der Bahnstrecke Lima–La Oroya sollte über Anleihen finanziert werden, von denen die peruanische Regierung 1869, 1870 und 1872 je eine in London auf den Markt brachte. Als Sicherheiten dienten die Einnahmen aus den Guano- und Nitrat-Vorkommen und später erwartete Gewinne der Bahn.:7
Mitte der 1870er Jahre waren die Guano-Vorkommen – aus denen bis dahin die Zinsen der Anleihen für den Bahnbau bestritten worden waren – erschöpft. Daraufhin stellte die peruanische Regierung 1875 die Zinszahlung für die Anleihe von 1869 ein und ein Jahr später auch für die beiden Folgeanleihen von 1870 und 1872.:7 1879 brach zudem der Salpeterkrieg aus, der zu einem Gebietsverlust an Chile führte, womit auch die Nitratvorkommen nun jenseits der Grenze lagen.
Über 15 Jahre zogen sich die Verhandlungen zwischen den Gläubigern der Anleihen und der peruanischen Regierung hin. 1890 kam es zur Einigung: Unter anderem trat die peruanische Regierung alle Staatsbahnen an die Anleihegläubiger für 66 Jahre ab, die diese nun wirtschaftlich für sich nutzen konnten.

## Gründung
Um die abgetretenen Staatsbahnen betreiben und weiterentwickeln zu können, gründeten die Gläubiger am 20. März 1890 in London (nach englischem Recht) die Peruvian Corporation. Die Gläubiger tauschten ihre peruanischen Anleihen in Anteile an der Peruvian Corporation. Erster Vorsitzender der Gesellschaft wurde Alfred Dent.:8

## Organisation
Da es sich bei der peruanischen Staatsbahn um eine Sammlung von Inselbetrieben handelte, wurden die einzelnen Netze 1891 je als eigene Gesellschaft ausgegründet. So entstanden sieben einzelne Eisenbahnbetriebe, von denen fünf der direkten Kontrolle der Peruvian Corporation unterlagen und zwei weitere aufgrund von Rechten Dritter durch besondere vertragliche Vereinbarungen organisiert wurden. Die durch Tochtergesellschaften betriebenen Strecken waren:8 die
- Zentralbahn – Ferrocarril Central del Peru (FCC) (Bahnstrecke Lima–La Oroya, Bahnstrecke Lima–Ancon und später die Verlängerung La Oroya–Huancavelica–Huancayo, 178 km)
- Südbahn – Ferrocarril del Sur del Perú (FCS) (Bahnstrecke Mollendo–Juliaca und Bahnstrecke Cusco–Puno, wobei Cusco erst 1908 erreicht wurde, 652 km) und das Trajekt über den Titicacasee nach Bolivien
- Trujillo-Bahn (Bahnstrecke Salaverry–Ascope) und Zweigstrecken, 92 km
- Bahnstrecke Pacasmayo–Guadalupe, 90 km
- Bahnstrecke Chimbote–Suchman, 52 km; bis Tablones im Besitz der Peruvian Corporation, der Rest der Strecke gehörte dem Staat und wurde – geregelt durch einen besonderen Vertrag – durch die Peruvian Corporation betrieben. 1944 wurde die Bahn an den peruanischen Staat verkauft.
- 1910 erwarb die Peruvian Corporation darüber hinaus die in Bolivien gelegene Bahnstrecke La Paz–Guaqui, die auf bolivianischer Seite an das Trajekt der Peruvian Corporation über den Titicacasee anschloss.

Die auf vertraglicher Basis mit Dritten betriebenen Strecken waren:8 die
- Bahnstrecke Paita–Piura, 96 km. Die Strecke war verpachtet. Mit dem Pächter schloss die Peruvian Corporation 1893 einen Vertrag über den Betrieb der Strecke. 1929 ging sie komplett an die Peruvian Corporation über.
- Bahnstrecke Pisco–Ica, 74 km. Die Strecke war verpachtet. 1940 fiel sie an die Peruvian Corporation zurück.
- Bahnstrecke Lima–Lurín aufgrund eines Vertrages mit der Republik Peru von 1918–1932[2]

Hinzu kamen im Laufe der Zeit weitere, meist kürzere Strecken, deren Betriebsrechte die Peruvian Corporation vertraglich ausübte:
- Bahnstrecke Morococha–Cut-Off[1]:11
- Bahnstrecke Lima–Chorrillos: Das war der südliche Ast der Bahnstrecke Callao–Lima, die die Peruvian Corporation 1934 aufkaufte, 45 km.[1]:9
- Bahnstrecke Trujillo–Menocucho, 108 km[1]:9
- Bahnstrecke Piura–Catacaos, 9 km[1]:10

## Entwicklung
Die Peruvian Corporation stellte bis 1893 die Strecke der Zentralbahn bis La Oroya fertig. Deren Verlängerung scheiterte zunächst, weil die peruanische Regierung die vertraglich vereinbarten Zahlungen im gleichen Jahr einstellte. Erst 1907 wurde eine Vereinbarung erreicht, die es der Peruvian Corporation ermöglichte, die Bahn bis Huancayo weiter zu bauen, die Strecke Puno–Cusco und die Bahnstrecke von Pacasmayo bis Chilete fertigzustellen. Die Vereinbarung verlängerte zugleich die ursprüngliche Konzession um weitere 17 Jahre, also bis 1973. 1928 verzichtete Peru dann ganz auf eine zeitliche Begrenzung der Konzession und die Peruvian Corporation auf weitere Zahlungen seitens des Staats und sie verzichtete weiter auf die Zahlungen aus dem Guano-Verkauf, die ihr bis dahin zugestanden hatten.:9
Im Höhepunkt ihrer Tätigkeit betrieb die Peruvian Corporation Strecken im Umfang von etwas über 2000 km Länge.:10
Die Rückzahlung der ursprünglichen Anleihen hätte 1897 beginnen sollen, wurde aber zunächst auf 1910 verschoben, später auf 1945.:9 Die Einnahmen der Peruvian Corporation reichten nie aus, um die Anleihen ordnungsgemäß zurückzuzahlen. Die Rückstände wiederum musste sie mit 6 % verzinsen. 1955 war die Gesellschaft mit den Rückzahlungen sechs Jahre im Rückstand. Im gleichen Jahr wurde die Peruvian Corporation in eine Peruvian Transport Corporation mit Sitz in Kanada umgegründet, hauptsächlich mit dem Ziel, Steuern zu sparen, denn in Kanada war sie als ausländisches Unternehmen, das nur im Ausland tätig war, nicht steuerpflichtig und die Steuerpflicht in Großbritannien entfiel.:10
Während der Militärregierung von Präsident Juan Velasco Alvarado (1968–1975) wurden die peruanischen Eisenbahnen 1971 faktisch verstaatlicht (offiziell bezeichnet als: „Beschlagnahme gegen einen säumigen Schuldner im Interesse des Volkes“). Als Staatsbahn übernahm die Empresa Nacional de Ferrocarriles (ENAFER) zum 1. Januar 1973 auch die Bahnen der Peruvian Transport Corporation.